# Thrips pseudoflavus
Thrips pseudoflavus är en insektsart som beskrevs av Nakahara 1994. Thrips pseudoflavus ingår i släktet Thrips och familjen smaltripsar. Inga underarter finns listade i Catalogue of Life.